# Sân vận động Baba Yara
Sân vận động Thể thao Baba Yara (tiếng Anh: Baba Yara Sports Stadium; cũng có tên là Sân vận động Thể thao Kumasi) là một sân vận động đa năng ở Kumasi, Ashanti, Ghana. Đây là sân vận động lớn nhất của Ghana, với sức chứa 40.528 người. Sân vận động Kumasi được sử dụng hầu hết cho các trận đấu bóng đá, mặc dù sân cũng được sử dụng cho các môn điền kinh. Đây là sân nhà của một trong những câu lạc bộ thể thao nổi tiếng nhất châu Phi, Asante Kotoko cũng như King Faisal.

## Lịch sử

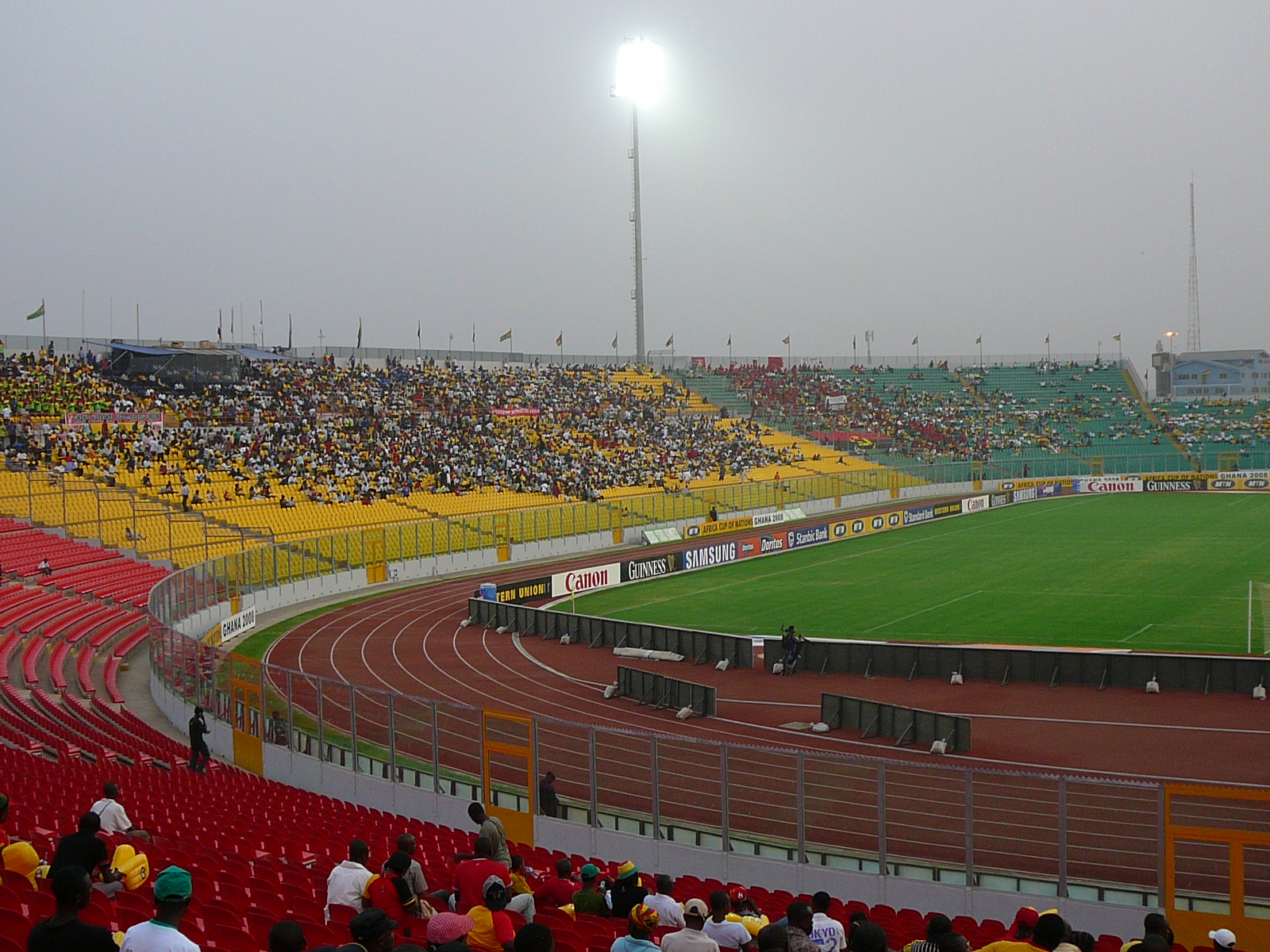
Sân vận động Thể thao Kumasi tại Cúp bóng đá châu Phi 2008

Sân vận động ban đầu được xây dựng bởi Công ty Hoa Phi (UAC) vào năm 1957 và khánh thành như một sân bóng đá được chỉ định vào năm 1959. Các khán đài đầu tiên được xây dựng vào năm 1971. Sân vận động được xây dựng lại vào năm 1977. Sân được đổi tên theo cầu thủ bóng đá Baba Yara sinh ra ở Kumasi. (1936–1969, đá cho Asante Kotoko 1955–1961) dưới chính phủ Yêu nước Mới vào năm 2004. Công trình lớn thứ ba kết thúc vào năm 2008. Là một phần của công trình, khán đài phía tây bị phá bỏ để thay thế bằng khán đài hai tầng với các cơ sở báo chí, công ty và VIP. Phần còn lại của khán đài được nâng cấp, bổ sung thêm ghế ngồi và lắp đặt các tấm trong suốt để ngăn cách khu vực khán giả với khu vực thi đấu nhằm ngăn chặn các vụ xâm phạm sân.

## Giải đấu

### Cúp bóng đá châu Phi 1978, 2000, 2008
Sân vận động đã tổ chức 6 trận đấu vòng bảng và một trong những trận bán kết của giải đấu Cúp bóng đá châu Phi 1978. Trong giải đấu Cúp bóng đá châu Phi 2000, sân vận động đã tổ chức 7 trận đấu. Sau đó sân được sử dụng cho Cúp bóng đá châu Phi 2008.